# 1914 y hoy
1914 y hoy es un breve ensayo del escritor austriaco Stefan Zweig en el que el autor, con el pretexto de una crítica literaria a un libro del escritor francés Roger Martin du Gard, Verano 1914, (en francés Les Thibault: Thibault, L'Été 1914) publicado en 1936, desarrolla las similitudes y contrastes, desde su punto de vista, de los días precedentes a la Primera Guerra Mundial y los días contemporáneos de los autores, cercanos a la Segunda Guerra Mundial.

## Verano 1914
Verano 1914 es el penúltimo tomo de una serie de ocho (Les Thibault: Le Cahier gris (1922), Les Thibault: Le Pénitencier (1922), Les Thibault: La Belle Saison (1923), Les Thibault: La Consultation (1928), Les Thibault: La Sorellina (1928), Les Thibault: La Mort du père (1929), Les Thibault: Thibault, L'Été 1914 (1936) y Les Thibault: Thibault, l'Épilogue (1940). En ella se describe la historia de una familia, los Thibault, y sus experiencias. Después del sexto tomo (Les Thibault: La Mort du père), Roger Martin detuvo la serie durante siete años, lo que llevaría a la crítica literaria a rumorear sobre la destrucción del autor de los manuscritos que cerraban la obra. La publicación de los tomos restantes demostraría que el autor se pensó muy bien cómo sería el colofón de la serie.
En Verano 1914, Roger Martin describe la experiencia del protagonista Jacques Thibault y su familia durante las seis semanas que transcurren desde el asesinato del archiduque Fernando de Austria y el inicio del primer conflicto mundial.
Esta obra permitiría a Roger Martin expresar a través del personaje de Jacques su posición pacifista frente al conflicto de 1914.

## Argumento
Zweig reconoce, como protagonista de primera fila de la Primera Guerra Mundial, la ambientación excelsa que Roger Martin crea en su obra, permitiendo 

respirar aquella densa atmósfera de fuego

Con este pretexto, Zweig retrata el sentimiento de una sociedad, la de la primera década y media del siglo XX que no podía concebir la idea de una gran guerra europea después de 44 años de relativa paz (desde la guerra franco-prusiana). Una sociedad que creía haber construido los mecanismos conservadores de la paz y el grado de civilización alcanzada: libertad de prensa como altavoz del parecer de los pueblos, la Internacional Socialista como instrumento de la clase obrera, una burguesía acomodada en la bonanza de la paz o el pacifismo de la Premio Nobel de la Paz, la austriaca Bertha von Suttner. Esa incredulidad sobre el estallido de la guerra fue precisamente, al parecer de Zweig, lo que desembocaría en ella.
A continuación, Zweig compara aquella situación con la de sus días, previa a la Segunda Guerra Mundial, en la que desde el inicio de la década de los 30, las naciones europeas se fueron preparando para la guerra. Para ese momento, la censura ya campaba libremente en casi todos los países de Europa, la militarización era considerada el mejor antídoto contra el desempleo y la Internacional Socialista es definida por Zweig como «acabada». Hasta los intelectuales, con honrosas excepciones, están cansados de firmar manifiestos pacifistas. Culmina el autor su breve exposición comparando a los pueblos europeos, atenazados por el miedo al conflicto inminente, con las reses en el matadero antes de su sacrificio.
Este pequeño ensayo se puede encontrar en la obra recopilatoria Tiempo y Mundo: Impresiones y Ensayos (1904-1940).